# Гебвіллер (округ)
Гебвілле́р (фр. Guebwiller) — колишній округ у Франції, в складі департаменту Верхній Рейн регіону Ельзас. 2015 року він був розформований. Більшість муніципалітетів увійшла до новоствореного округу Танн-Гебвіллер, інші до округу Мюлуз.

## Склад
Округ включає в себе 4 кантони:
| Кантон      | Площа, км² | Населення, осіб | Рік  | Адміністративний центр | Кількість муніципалітетів |
| ----------- | ---------- | --------------- | ---- | ---------------------- | ------------------------- |
| Гебвіллер   | 102,38     | 20550           | 1999 | Гебвіллер              | 11                        |
| Енсісайм    | 266,24     | 23167           | 1999 | Енсісайм               | 17                        |
| Руффак      | 113,88     | 11363           | 1999 | Руффак                 | 8                         |
| Сульц-О-Рен | 101,50     | 21234           | 1999 | Сульц-О-Рен            | 11                        |

## Населені пункти
Найбільші населені пункти округу з населенням понад 5 тисяч осіб:
| Муніципалітет | Населення, осіб | Рік  | Кантон      |
| ------------- | --------------- | ---- | ----------- |
| Гебвіллер     | 11500           | 2005 | Гебвіллер   |
| Сульц-О-Рен   | 7131            | 2007 | Сульц-О-Рен |
| Енсісайм      | 6967            | 2007 | Енсісайм    |

| Франція | Це незавершена стаття з географії Франції. Ви можете допомогти проєкту, виправивши або дописавши її. |